# Choc en retour (sociologie)
Pour les articles homonymes, voir Choc en retour.
Le choc en retour impérial ou boomerang impérial, est la thèse selon laquelle les gouvernements qui développent des techniques répressives pour contrôler les territoires coloniaux finiront par déployer ces mêmes techniques au niveau national contre leurs propres citoyens. Ce concept est parfois appelé le boomerang de Foucault – bien qu'il ne soit pas à l'origine de ce terme.

## Origine
Le concept a été avancé par Aimé Césaire dans Discours sur le colonialisme (1950) et Hannah Arendt dans Les origines du totalitarisme (1951), dans les deux cas pour expliquer les origines du fascisme européen dans la première moitié du XXe siècle,,. Selon les deux auteurs, les méthodes d’Adolf Hitler et du parti nazi n’étaient pas exceptionnelles à l’échelle mondiale, car les puissances coloniales européennes ont tué depuis très longtemps des millions de personnes dans le monde dans le cadre de la colonisation. Elles étaient plutôt exceptionnelles dans la mesure où elles étaient appliquées aux européens en Europe, plutôt qu’aux populations colonisées du Sud global.

### Usage original de Césaire (1950)

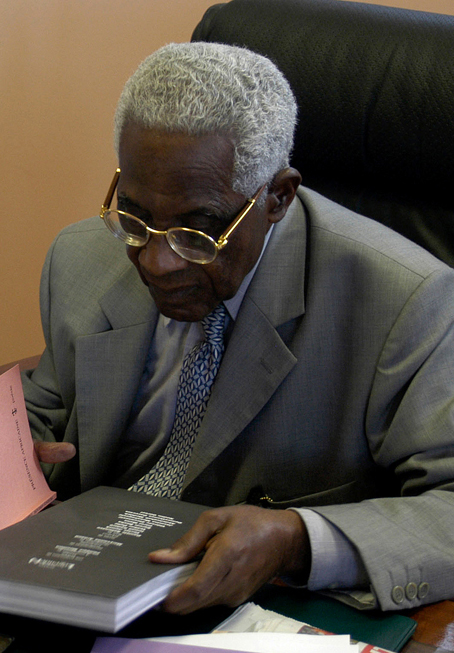
Aimé Césaire en 2003

En 1950, Césaire a inventé et décrit le terme à travers son analyse du développement des tendances violentes, fascistes et brutales en Europe comme liées à la pratique du colonialisme européen. Césaire écrivait dans Discours sur le colonialisme :

« Et alors, un beau jour, la bourgeoisie est réveillée par un formidable choc en retour: les gestapos s'affairent, les prisons s'emplissent, les tortionnaires inventent, raffinent, discutent autour des chevalets.
On s'étonne, on s'indigne. On dit: « Comme c'est curieux ! Mais, bah ! C'est le nazisme, ça passera ! » Et on attend, et on espère ; et on se tait à soi-même la vérité, que c'est une barbarie, mais la barbarie suprême, celle qui couronne, celle qui résume la quotidienneté des barbaries ; que c'est du nazisme, oui, mais qu'avant d'en être la victime, on en a été le complice; que ce nazisme-là, on l'a supporté avant de le subir, on l'a absous, on a fermé l'œil là-dessus, on l'a légitimé, parce que, jusque-là, il ne s'était appliqué qu'à des peuples non européens; que ce nazisme-là, on l'a cultivé, on en est responsable, et qu'il sourd, qu'il perce, qu'il goutte, avant de l'engloutir dans ses eaux rougies, de toutes les fissures de la civilisation occidentale et chrétienne. »

— Aimé Césaire, Discours sur le colonialisme
Dans la traduction anglaise, cela est rendu par « terrific boomerang », dans l'original français, cependant, Césaire n'a pas utilisé le terme « boomerang » et a écrit à la place « un formidable choc en retour »

### L'usage d'Arendt (1951)

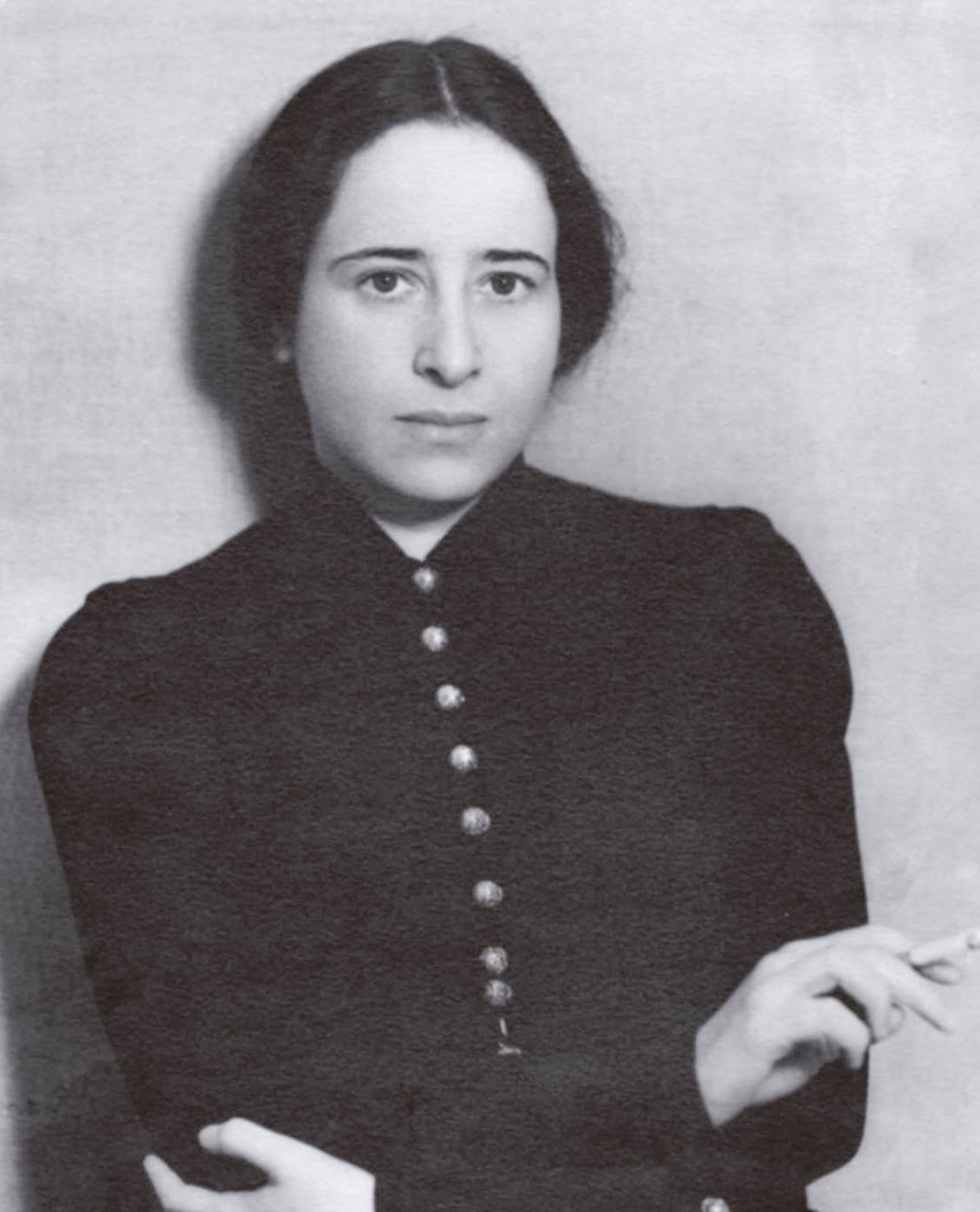
Hannah Arendt en 1933

Dans son livre Les origines du totalitarisme, Arendt considère les régimes soviétique et nazi aux côtés des colonies européennes d’Afrique et d’Asie comme leur transformation ultérieure et horrible. Elle analyse le panslavisme russe comme une étape du développement du racisme et du totalitarisme. Son analyse a été poursuivie par Alexander Etkind dans le livre Colonisation interne : l'expérience impériale de la Russie.

## Usage
Le choc en retour impérial a été invoqué pour expliquer la militarisation actuelle de la police et son déploiement national en réponse aux protestations politiques dans les centres urbains. Un tel déploiement s'est également répandu dans le monde entier, vu que la mondialisation d'une police militarisée continue d'être un aspect crucial de la politique étrangère contemporaine des puissances coloniales occidentales telles que les États-Unis, dont les premières expériences de développement d'appareils d'État coercitifs globaux et de techniques de contre-insurrection ont commencé pendant la colonisation américaine des Philippines,,.